# Festival di Cannes 1967
La 20ª edizione del Festival di Cannes si è svolta a Cannes dal 27 aprile al 12 maggio 1967.
La giuria presieduta dal regista italiano Alessandro Blasetti ha assegnato il Grand Prix per il miglior film a Blow-Up di Michelangelo Antonioni.
L'algerino Mohammed Lakhdar-Hamina, vincitore del premio per l'opera prima con Rih al awras, nel 1975 vincerà poi la Palma d'oro con Cronaca degli anni di brace. Francis Ford Coppola, unico statunitense in concorso con Buttati Bernardo!, ignorato dalla giuria e dalla stampa, conquisterà invece la Palma d'oro nel 1974 prima, con La conversazione e poi, nel 1979 con Apocalypse Now.
Uno dei giurati, il regista francese Claude Lelouch, è stato costretto ad auto-squalificarsi per aver acquistato prima del Festival uno dei film in concorso, lo jugoslavo Ho incontrato anche zingari felici di Aleksandar Petrović.

## Selezione ufficiale

### Concorso
- Blow-Up, regia di Michelangelo Antonioni (Gran Bretagna/Italia)
- Den røde kappe, regia di Gabriel Axel (Danimarca/Islanda/Svezia)
- Mouchette - Tutta la vita in una notte (Mouchette), regia di Robert Bresson (Francia)
- Incompreso, regia di Luigi Comencini (Italia/Francia)
- Buttati Bernardo! (You're a Big Boy Now), regia di Francis Ford Coppola (USA)
- Último encuentro, regia di Antonio Eceiza (Spagna)
- L'immorale, regia di Pietro Germi (Francia/Italia)
- Gioco di massacro (Jeu de massacre), regia di Alain Jessua (Francia)
- Diecimila soli (Tízezer nap), regia di Ferenc Kósa (Ungheria)
- Rih al awras, regia di Mohammed Lakhdar-Hamina (Algeria)
- L'incidente (Accident), regia di Joseph Losey (Gran Bretagna)
- Hotel per stranieri (Hotel pro cizince), regia di Antonín Mása (Cecoslovacchia)
- A ciascuno il suo, regia di Elio Petri (Italia)
- Ho incontrato anche zingari felici (Skupljaci perja), regia di Aleksandar Petrović (Jugoslavia)
- Terra in trance (Terra em Transe), regia di Glauber Rocha (Brasile)
- La vergine di Shandigor (L'inconnu de Shandigor), regia di Jean-Louis Roy (Svizzera)
- Vivi ma non uccidere (Mord und Totschlag), regia di Volker Schlöndorff (Germania)
- Katerina Izmajlova, regia di Michail Šapiro (Unione Sovietica)
- Ulysses, regia di Joseph Strick (Gran Bretagna/USA)
- La chica del lunes, regia di Leopoldo Torre Nilsson (Argentina)
- Mon amour, mon amour, regia di Nadine Trintignant (Francia)
- Pedro Páramo, regia di Carlos Velo (Messico)
- Elvira Madigan, regia di Bo Widerberg (Svezia)
- Shlosha Yamim Veyeled, regia di Uri Zohar (Israele)

### Fuori concorso
- Guerra e pace (Voyna i mir), regia di Sergei Bondarchuk (Unione Sovietica)
- Addio Lara (J'ai tué Raspoutine), regia di Robert Hossein (Italia/Francia)
- Le conquérant de l'inutile, regia di Marcel Ichac (Francia)
- Batouk - Africa che muore (Batouk), regia di Jean Jacques Manigot (Francia)
- Treni strettamente sorvegliati (Ostre sledované vlaky), regia di Jiří Menzel (Cecoslovacchia)
- Privilege, regia di Peter Watkins (Gran Bretagna)
- Restauration du Grand Trianon, regia di Pierre Zimmer (Francia)

## Settimana internazionale della critica
- Kane, regia di Yukio Aoshima (Giappone)
- Rondo, regia di Zvonimir Berkovic (Jugoslavia)
- Warrendale, regia di Alan King (Canada)
- Un affare di cuore (Ljubavni slucaj ili tragedija sluzbenice P.T.T.), regia di Dušan Makavejev (Jugoslavia)
- Trio, regia di Gianfranco Mingozzi (Italia)
- Le règne du jour, regia di Pierre Perrault (Canada)
- Orizzonte rosso (L'horizon), regia di Jacques Rouffio (Francia)
- Ukamau, regia di Jorge Sanjinés (Bolivia)
- De minder gelukkige terugkeer van Joszef Katus naar het land van Rembrandt, regia di Wim Verstappen (Paesi Bassi)

## Giuria
- Alessandro Blasetti, regista (Italia) - presidente
- Sergei Bondarchuk, regista (Unione Sovietica)
- René Bonnell, produttore (Francia)
- Jean-Louis Bory, critico (Francia)
- Miklós Jancsó, regista (Ungheria)
- Claude Lelouch, regista (Francia) - auto-squalificato
- Shirley MacLaine, attrice (USA)
- Vincente Minnelli, regista (USA)
- Georges Neveux, scrittore (Francia)
- Gian Luigi Rondi, giornalista (Italia)
- Ousmane Sembène, regista (Senegal)

## Palmarès
- Grand Prix: Blow-Up, regia di Michelangelo Antonioni (Gran Bretagna/Italia)
- Grand Prix Speciale della Giuria: L'incidente (Accident), regia di Joseph Losey (Gran Bretagna) ex aequo Ho incontrato anche zingari felici (Skupljaci perja), regia di Aleksandar Petrović (Jugoslavia)
- Prix d'interprétation féminine: Pia Degermark - Elvira Madigan, regia di Bo Widerberg (Svezia)
- Prix d'interprétation masculine: Oded Kotler - Shlosha Yamim Veyeled, regia di Uri Zohar (Israele)
- Prix de la mise en scène: Ferenc Kósa - Diecimila soli (Tízezer nap) (Ungheria)
- Prix du scénario: Elio Petri, Ugo Pirro - A ciascuno il suo, regia di Elio Petri (Italia) ex aequo Alain Jessua - Gioco di massacro (Jeu de massacre), regia di Alain Jessua (Francia)
- Premio per la migliore opera prima: Rih al awras, regia di Mohammed Lakhdar-Hamina (Algeria)
- Premio FIPRESCI: Ho incontrato anche zingari felici (Skupljaci perja), regia di Aleksandar Petrović (Jugoslavia) ex aequo Terra in trance (Terra em Transe), regia di Glauber Rocha (Brasile)
- Premio OCIC: Mouchette - Tutta la vita in una notte (Mouchette), regia di Robert Bresson (Francia)